# Geologisch-Paläontologisches Museum Hamburg

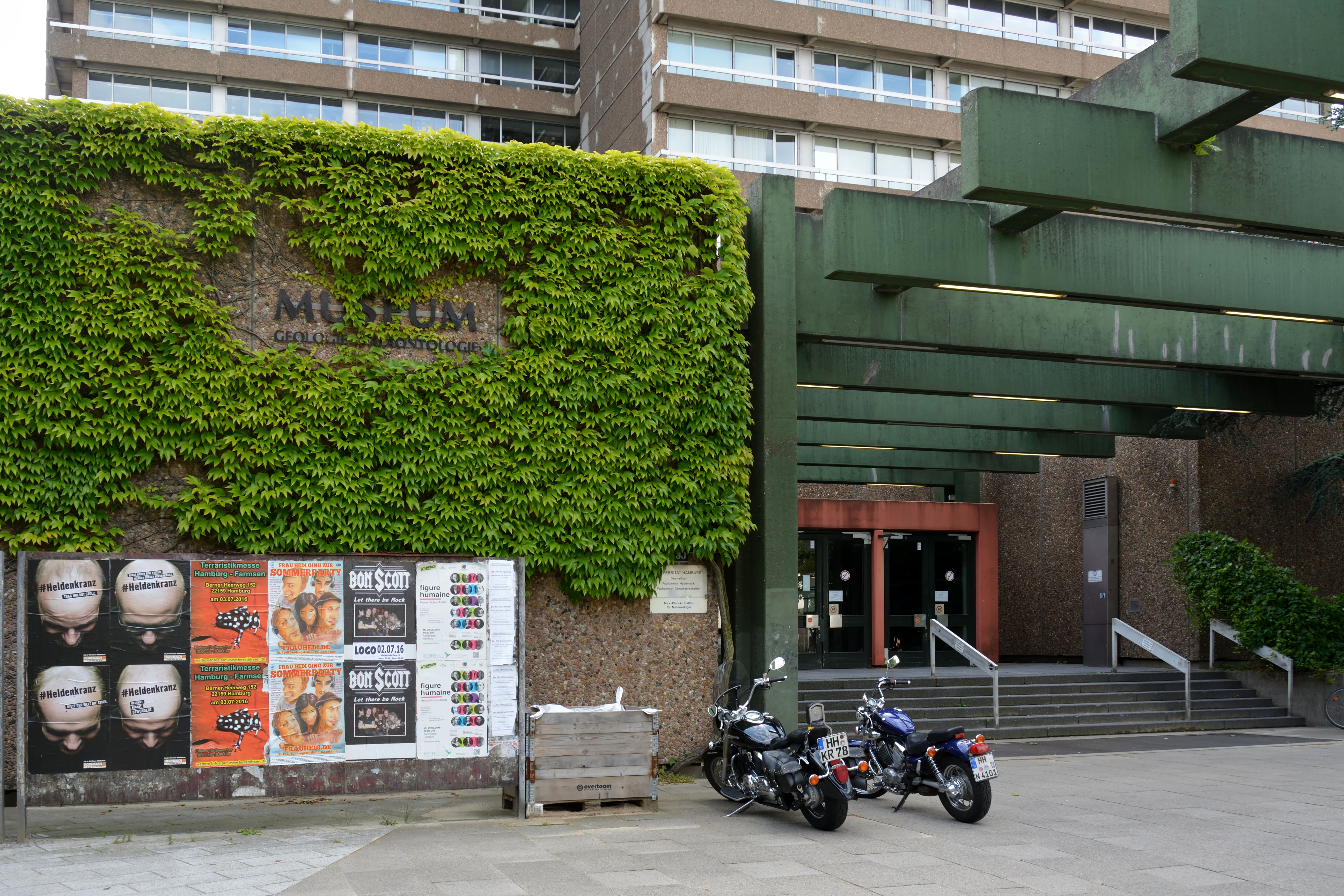
Eingangsbereich

Die Geologie-Paläontologie des Museums der Natur Hamburg, ehemals Geologisch-Paläontologisches Museum, informiert auf 900 m² über die geologische Entwicklung des Planeten Erde und die Entstehung und Entwicklung des Lebens auf ihm.
Die Geologie-Paläontologie ist aus den geologisch-paläontologischen Sammlungen des ehemaligen Naturhistorischen Museums Hamburg hervorgegangen. 1977 bezog es seine aktuellen Räume im Untergeschoss des Geomatikum im Hamburger Stadtteil Rotherbaum. In diesem Stadtteil befinden sich mit der Mineralogie und der Zoologie auch die beiden anderen zum Museum der Natur Hamburg gehörende Museen. Alle wurden 2014 organisatorisch zunächst zum Centrum für Naturkunde (CeNak) der Universität Hamburg zusammengefasst,  das am 1. Juni 2021 mit dem Museum Koenig aus Bonn zum Leibniz-Institut zur Analyse des Biodiversitätswandels zusammengeführt wurde. Anschließend erfolgte die Umbenennung in den heutigen Namen. Ziel dieser neuen Organisation ist die Errichtung eines einheitlichen Naturkundemuseums in Hamburg, das die drei Forschungsbereiche an einem Standort wieder vereint.
Das Museum zeigt die Entwicklung der Lebewesen in den letzten 3,5 Milliarden Jahren und stellt dazu Fossilien aus bekannten Fundstellen wie Solnhofen oder Messel aus. Außerdem wird der Einfluss der geologischen Entwicklung auf die Entwicklung des Lebens und die Auswirkungen des Vorschreitens und Zurückziehens der Gletscher während der Eiszeiten erläutert.

## Bilder

Bilder aus der Ausstellung
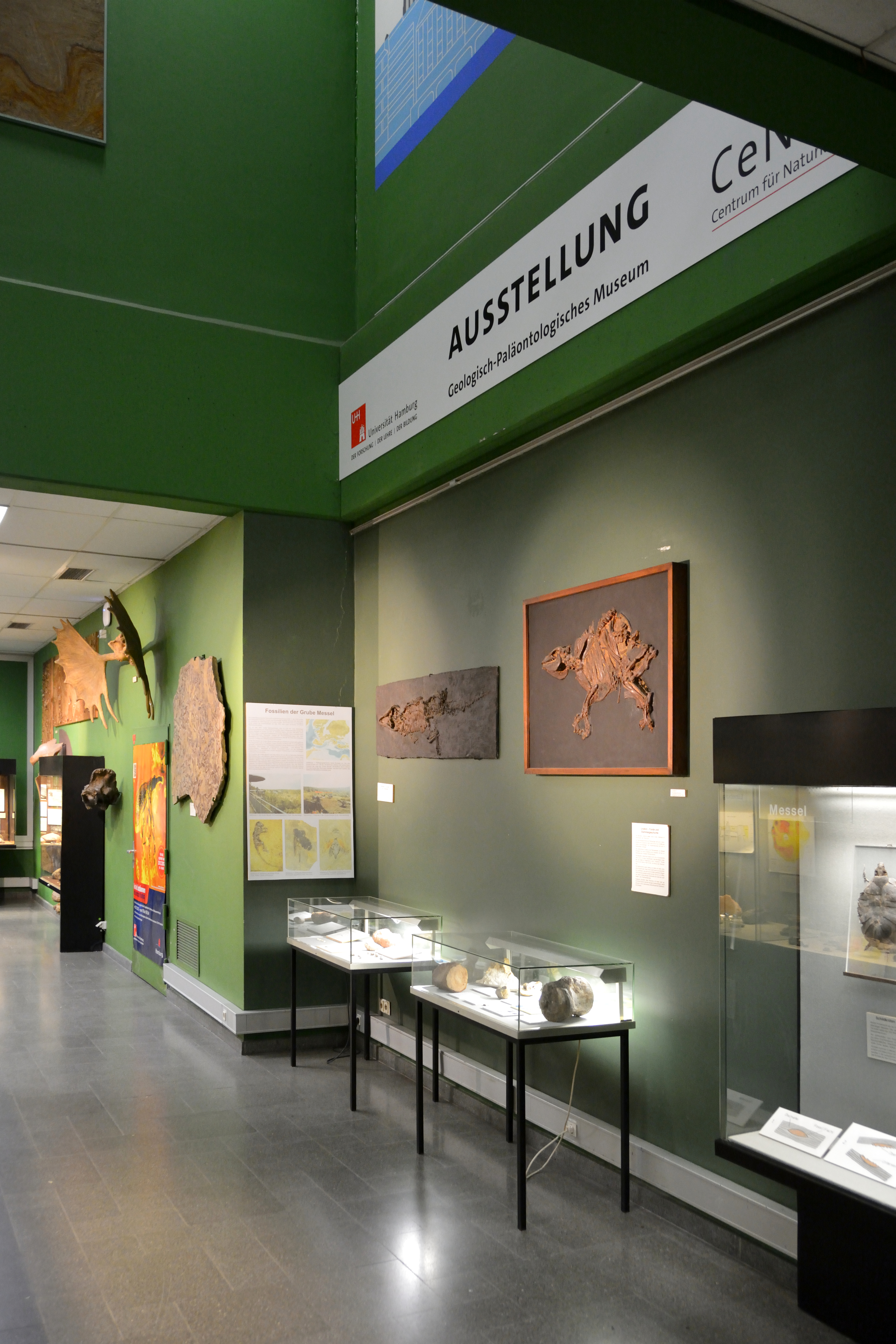
Blick in die Ausstellung
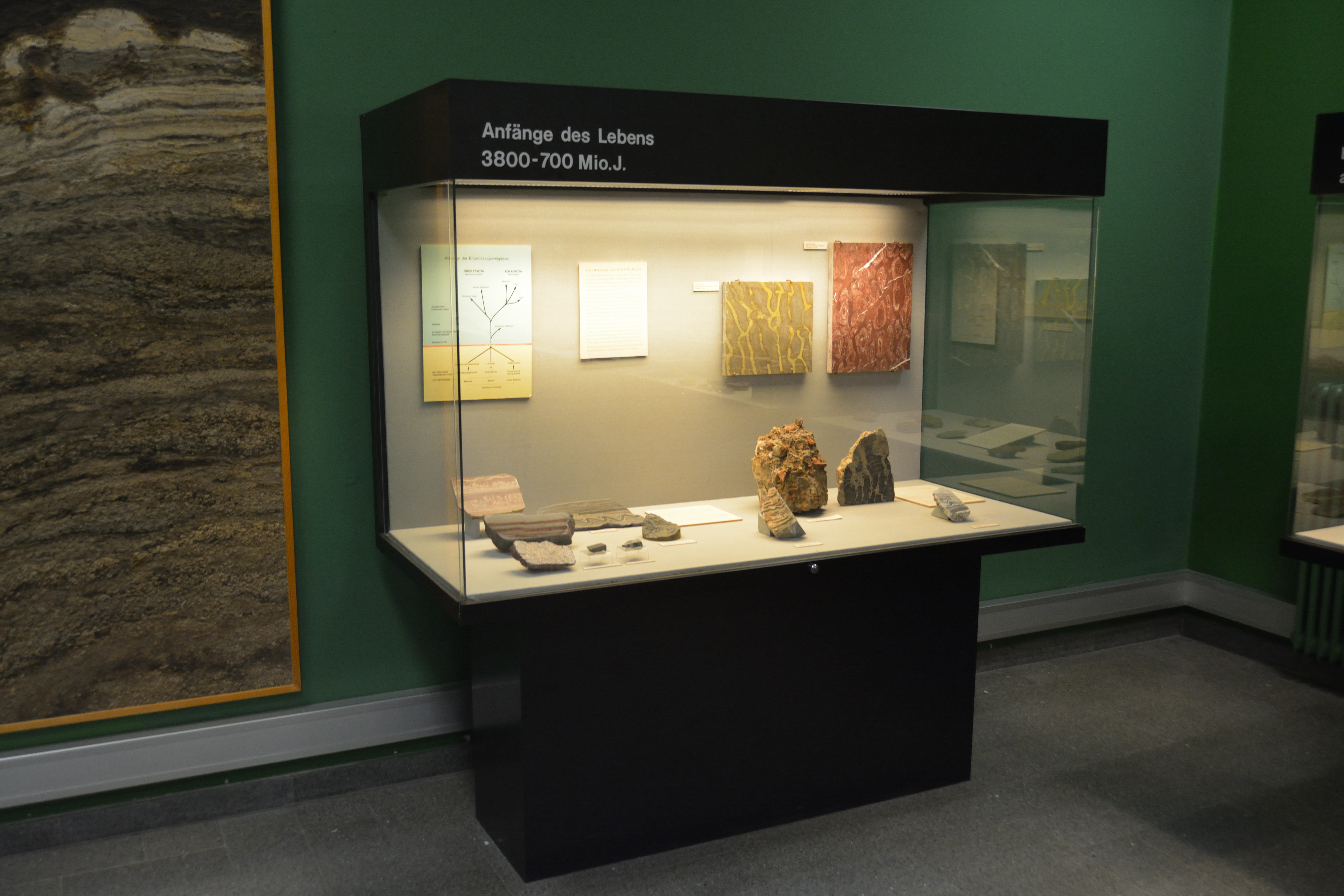
Einzelvitrine: „Anfänge des Lebens“ mit Stromatolith
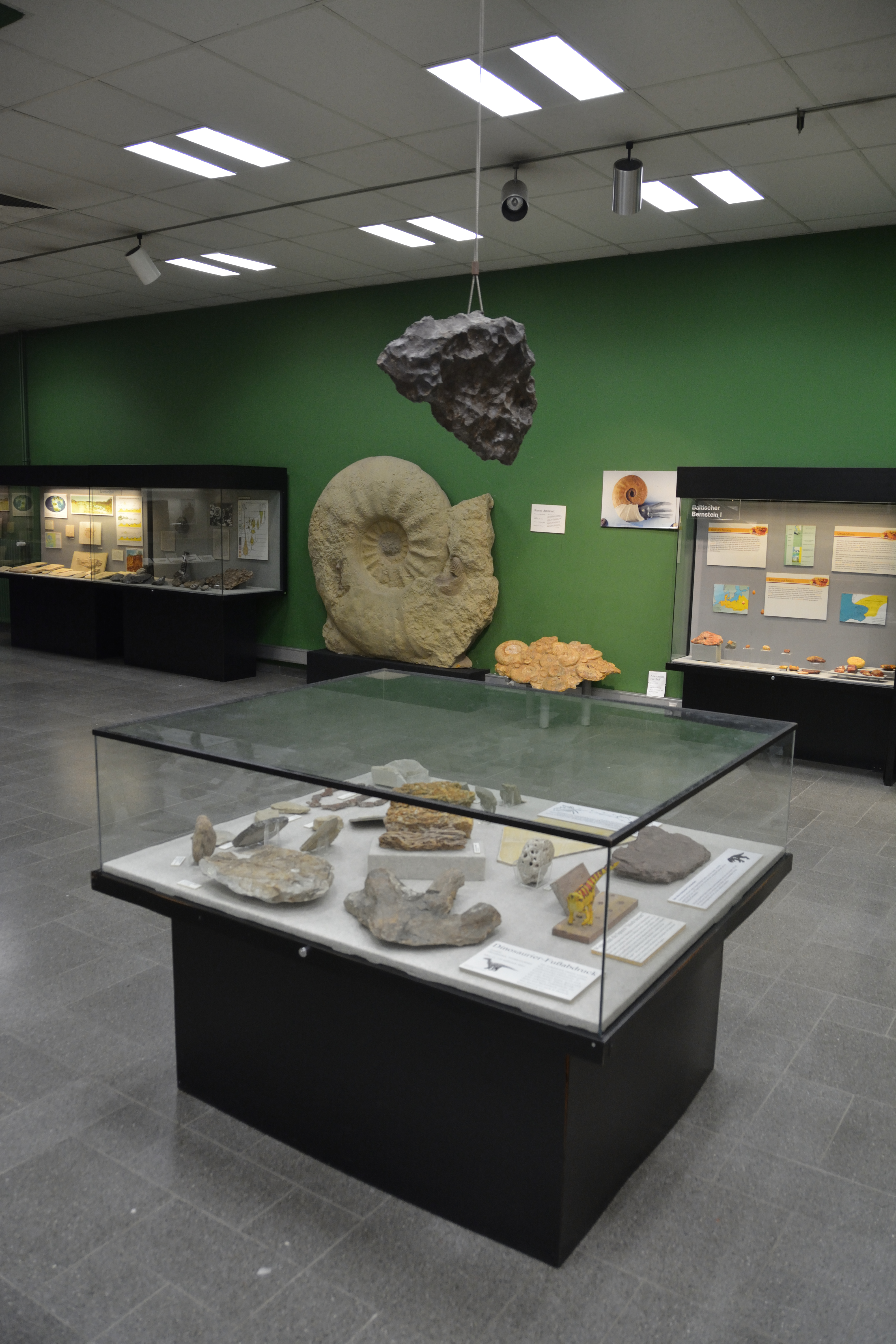
Ausstellungsdetail: Eisenmeteorit und Riesenammonit
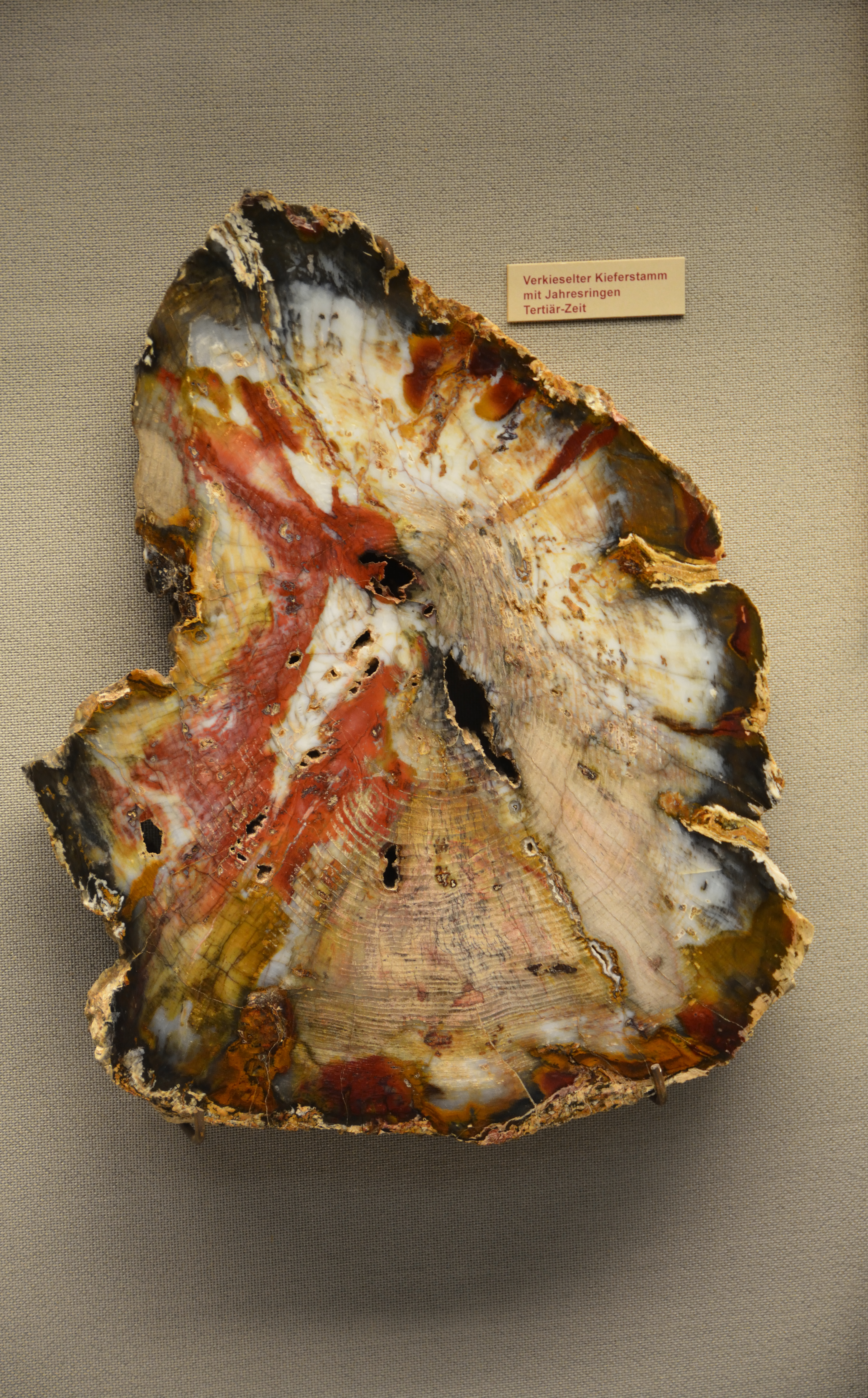
Ausstellungsdetail: Verkieselter Kierfernstamm aus dem Tertiär